# John Frederick Kensett
Pour les articles homonymes, voir Kensett.
John Frederick Kensett, né le 22 mars 1816 à Cheshire (Connecticut) et mort le 14 décembre 1872  à New York, est un artiste peintre et graveur américain.

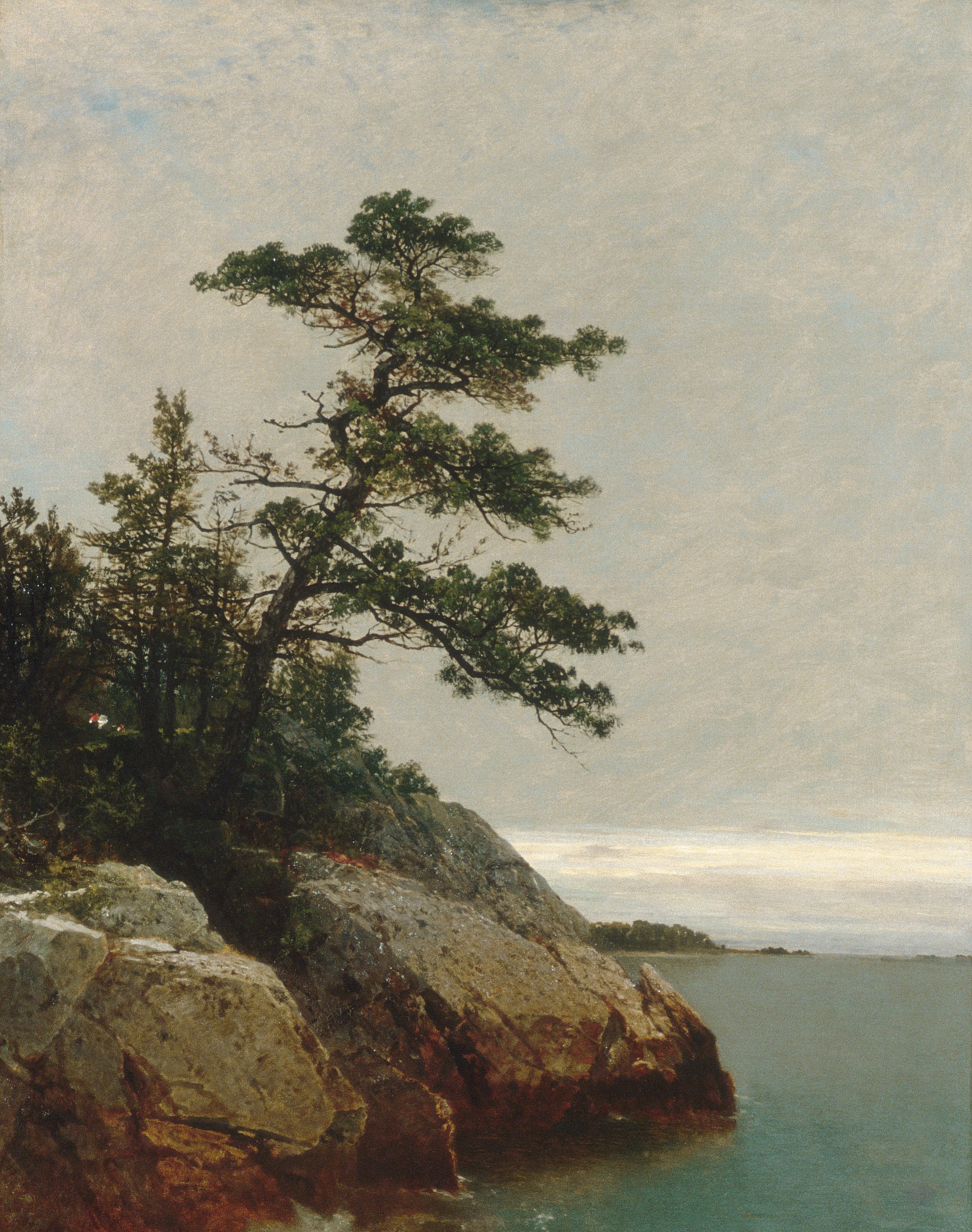
Le Vieux Pin, Darien, Connecticut, 1872, Metropolitan Museum of Art, New York

## Biographie
Il fréquente la Cheshire Academy et étudie la gravure avec son père Thomas Kensett, puis avec son oncle Alfred Dagget. Il travaille comme graveur à New Haven à partir de 1838. En 1840, il se rend en Europe avec Asher Durand et John William Casilear pour étudier la peinture. Il rencontre Benjamin Champney, et les deux hommes reviennent ensemble en Amérique en 1847.
Kensett ouvre alors son studio à New York, et voyage dans le Nord-Est et dans les Montagnes Rocheuses, en compagnie de Sanford Robinson Gifford et Worthington Whittredge.
Ses toiles représentent les paysages de la Nouvelle-Angleterre, de l'État de New York, du littoral de cette région. Il est associé à la seconde génération de l'Hudson River School et au luminisme aux côtés de Sanford Robinson Gifford, Fitz Hugh Lane, Jasper Francis Cropsey, Martin Johnson Heade.
En 1851, il amorce une grande toile du mont Washington (environ 1 m sur 1,6 m) qui devient une icône du White Mountain art. Le tableau intitulé Le Mont Washington depuis la Vallée de Conway est acheté par l'American Art Union. Membre de la National Academy of Design, il fonde également l'Artists' Fund Society et le Metropolitan Museum of Art. Il contracte une pneumonie et meurt d'une crise cardiaque dans son studio de New York en décembre 1872.

## Quelques œuvres
- Eaton's Neck, Long Island (1872), Metropolitan Museum of Art de New York

## Galerie

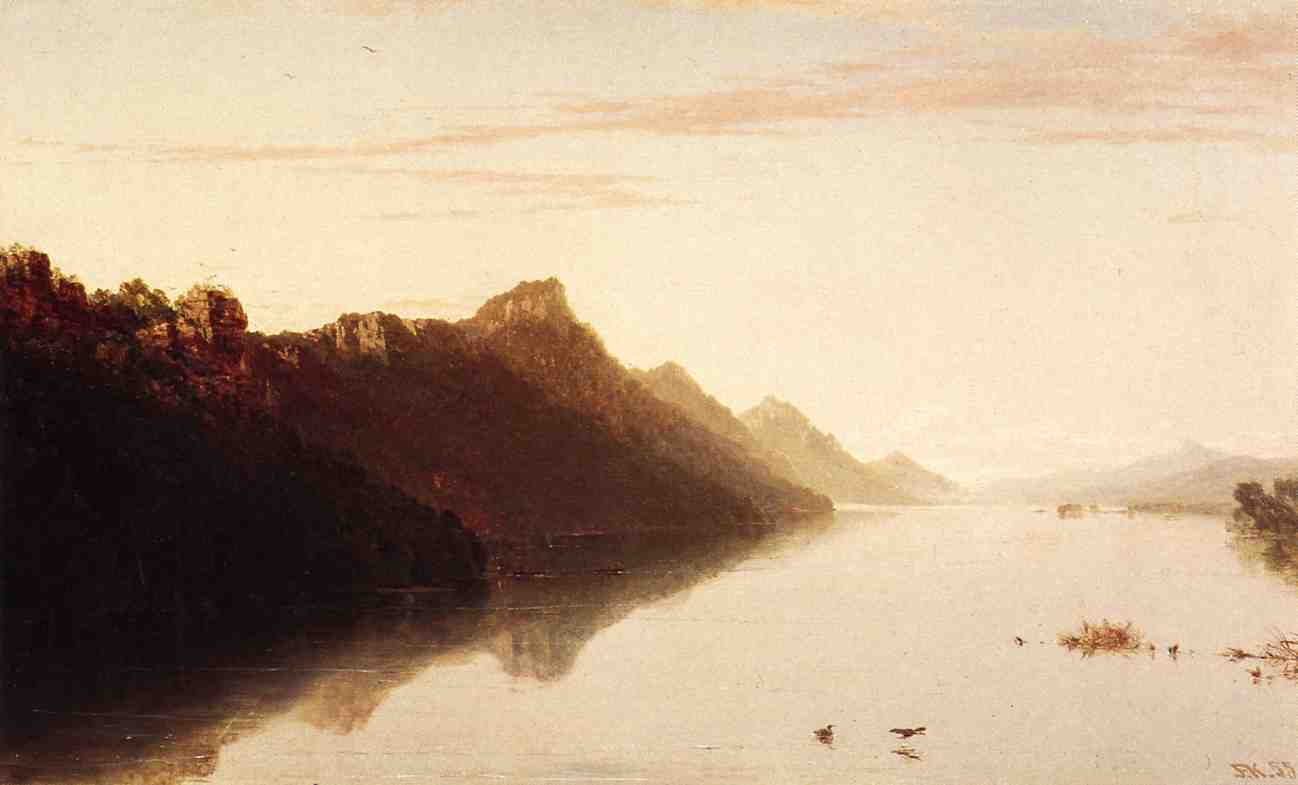
Le Haut Mississippi, 1855, Musée d'art de Saint-Louis, Saint-Louis
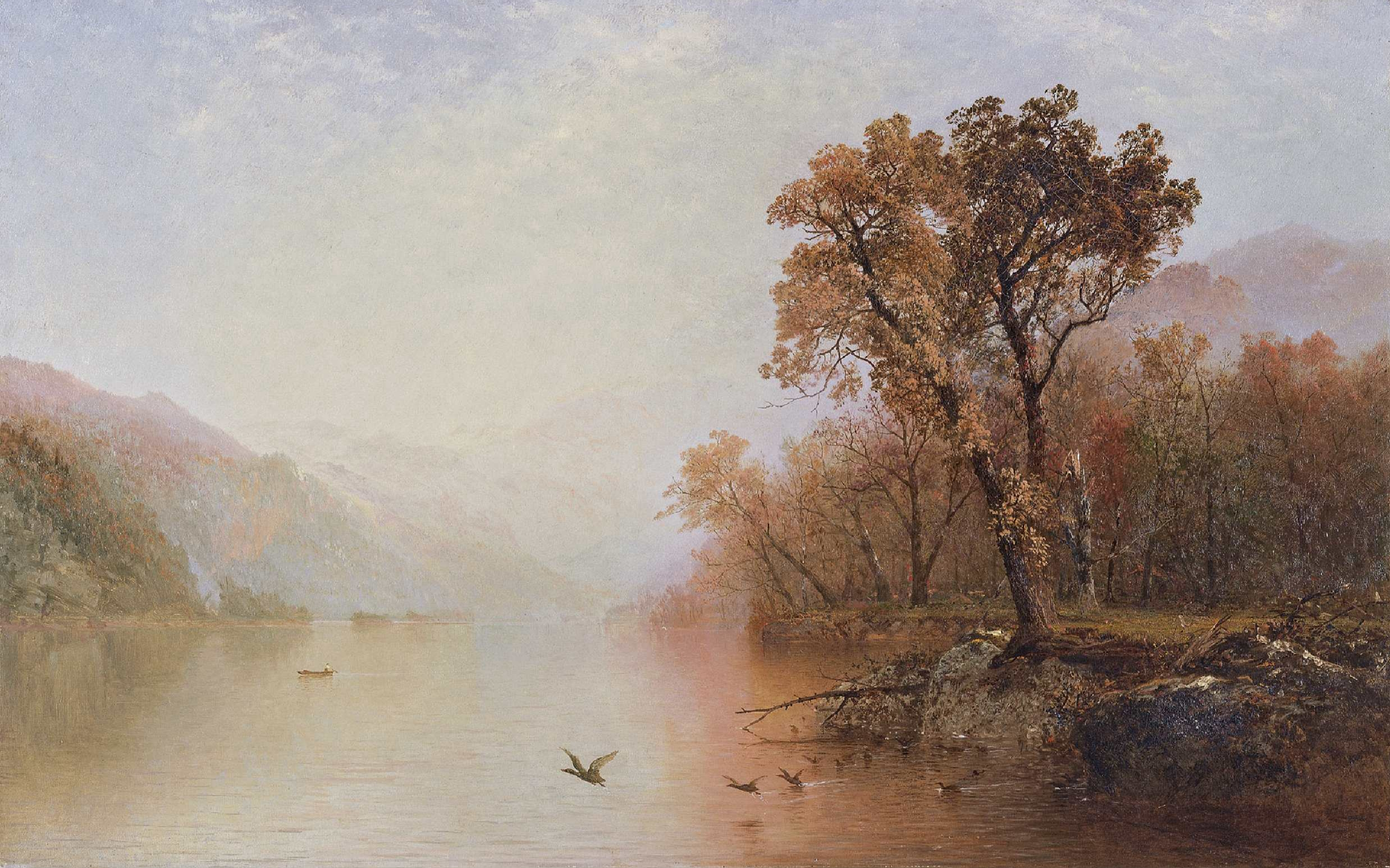
Le Lac George, 1860, Musée Thyssen-Bornemisza, Madrid
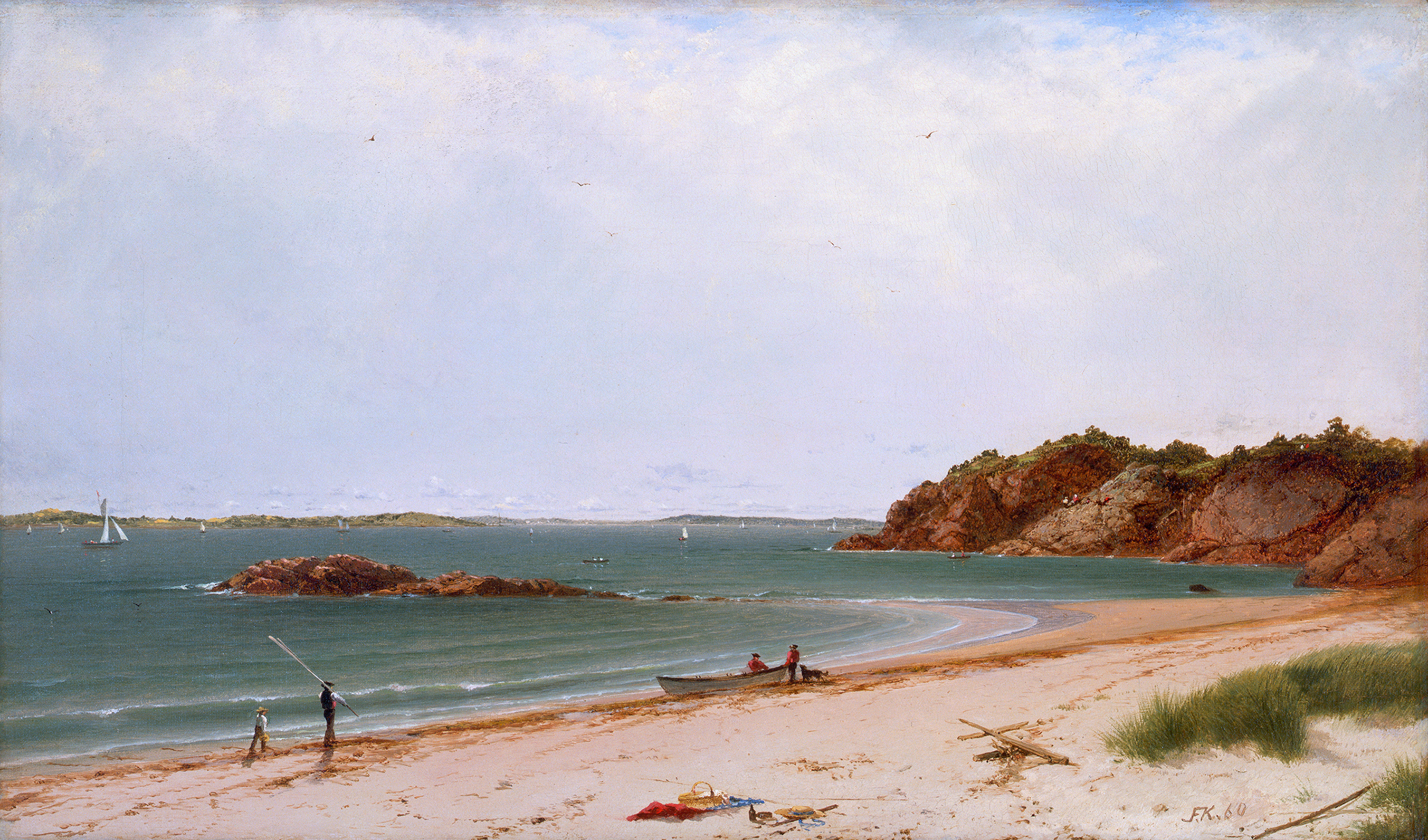
Vue de la plage à Beverley, Massachusetts, 1860, Santa Barbara Museum of Art (en), Santa Barbara
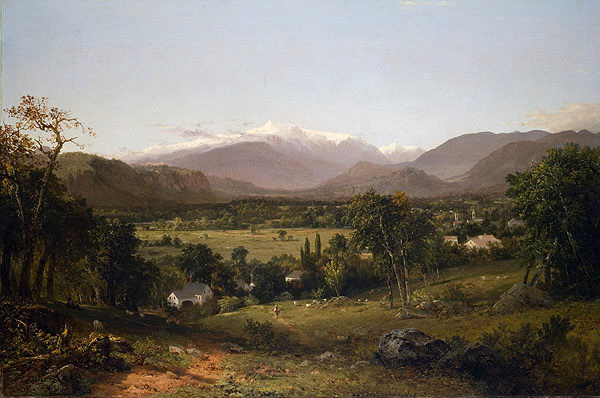
Le Mont Washington depuis la Vallée de Conway, 1869, Wellesley College Museum, Wellesley